# Eurycletodes (Oligocletodes) diva
Eurycletodes (Oligocletodes) diva is een eenoogkreeftjessoort uit de familie van de Argestidae. De wetenschappelijke naam van de soort is voor het eerst geldig gepubliceerd in 2011 door Menzel.